# Chingiz
Pour l’article homonyme, voir Tchinguiz Mustafayev.
Çingiz Mustafayev ou Chingiz Mustafayev, également connu par son nom de scène Chingiz, né le 11 mars 1991 à Moscou, alors en RSFS de Russie, est un auteur-compositeur-interprète azéri. Il représente son pays au Concours Eurovision de la chanson 2019 à Tel Aviv en Israël, avec sa chanson Truth et termine à la huitième place, avec 302 points.

## Jeunesse
Çingiz Mustafayev naît le 11 mars 1991 à Moscou, alors dans la RSFS de Russie en URSS. Il déménage ensuite à Qazax en Azerbaïdjan à l'âge de six ans. Durant son enfance, il apprend à jouer de la guitare et à composer ses propres chansons.

## Carrière
À l'âge de treize ans, Çingiz déménage avec sa mère et son frère à Bakou. Il passe dans cette ville les auditions de la version azérie de Pop Idol. Il remporte la compétition et se fait rapidement un nom dans l'industrie musicale azérie.

En 2013, il participe au concours New Wave dans la ville de Jurmala en Lettonie. Il se classe onzième et réalise un duo avec la chanteuse russe Polina Gagarina.
Trois ans plus tard, il participe à l'émission de télé-crochet The Voice of Ukraine. Il interprète Bamboléo des Gipsy Kings lors de l'Audition à l'aveugle; deux coaches se retournent. Il intègre l'équipe de Svyatoslav Vakarchuk et est par la suite éliminé lors des Battles.
Depuis, il joue avec le groupe Palmas, qui interprète des chansons folk azéries et turques. Il sort début 2019 son single Tənha gəzən.
Il est confirmé le 8 mars 2019 que Çingiz représente l'Azerbaïdjan au Concours Eurovision de la chanson 2019 à Tel Aviv en Israël, avec sa chanson Truth. Il participe à la seconde demi-finale du jeudi 16 mai 2019 en dix-huitième et dernière position, et se qualifie pour la finale du samedi 18 mai.

## Discographie

### Singles
- 2018: Qürbət
- 2018: Get
- 2019: Tənha gəzən
- 2019: Truth